# S-Video

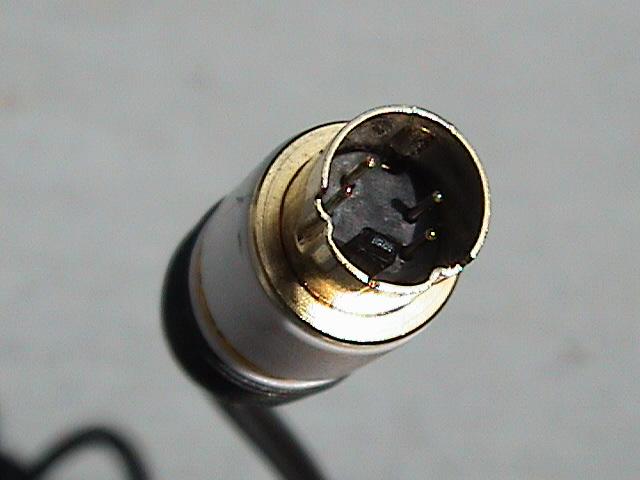
Un connector de cable S-Video

El senyal vídeo separat (en anglès Separate-Video, també conegut com a Y/C (o erròniament conegut com a Super-Video), és un tipus de senyal analògic de vídeo. Cal no confondre ni barrejar aquest principi amb la norma S-VHS (super video home system) que és un format de gravació en cinta. El S-Video té més qualitat que el vídeo compost, ja que el televisor disposa per separat de la informació de brillantor i la de color, mentre que en el cas del vídeo compost es troben barrejades.
Aquesta separació fa que el cable S-Video permeti més amplada de banda per a la luminància i aconsegueixi més treball efectiu del decodificador de crominància. Quan s'inclou en ordinadors portàtils, permet connectarlos al televisor amb entrada S-Video. Això fa que el televisor reprodueixi automàticament tot el que mostra la pantalla del portàtil. La norma S-Video suporta una resolució de vídeo de definició estàndard que pot ser de 480i o 576i.

## Funcionament
La luminància (I) i la crominància (C) modulades com ona subportadora són portades per dos parells senyal/terra sincronitzats. Per aquest motiu, el S-Video és considerat com un senyal de vídeo de components.
Al vídeo compost, cal fer passar el senyal de luminància per un filtre passabaix per a evitar la diafonia entre la informació de luminància (d'alta freqüència) i la del color. En canvi, el S-Video separa ambdues, de manera que el filtre passa-baixos no és necessari. Això augmenta l'amplada de banda disponible per a la informació de la luminància, i redueix el problema de diafonia amb el color. Així, la luminància amb S-Video funciona visiblement millor que amb vídeo compost, i a la crominància -amb poca diafonia- també s'hi nota una mica de millora. Com a inconvenient, el fer servir cables separats facilita les interferències mútues, sobretot en longituds llargues de cable. El senyal de S-Video tendeix a degradar-se considerablement quan es transmet a més de 5 metres (si es fa servir un cable de mala qualitat). Als 10 metres ja sol ser pitjor que amb vídeo compost.

## Connector
Actualment, el senyal S-Video se sol transportar mitjançant cables amb connector mini-DIN de 4 pins amb una impedància de 75 ohms. També són comuns els mini-DIN de 7 pins .
Els pins del connector es poden torçar fàcilment, però això no sol ser un problema si el cable s'insereix correctament. Si algun pin es torça, hi pot haver interferències, pèrdues de color, o pèrdua total del senyal.
Abans que el connector mini-DIN s'estengués, es feien servir molts tipus diferents de connectors per a transportar el senyal S-Video. Per exemple, el Commodore 64 (ordinador dels anys 1980), va ser un dels primers dispositius que oferien sortida S-Video. Ho feia mitjançant un cable amb connector DIN de 8 pins a l'extrem de l'ordinador, però amb un parell de connectors RCA al costat del monitor.
Avui en dia, el senyal S-Video també es pot transferir mitjançant euroconnector (SCART), encara que per això cal que l'aparell reconegui el S-Video (que no és part de l'estàndard SCART). De fet, en certs casos, un reproductor de vídeo pot tenir connector SCART que no suporti el S-Video, de manera que si se li connecta un senyal S-Video mitjançant dit euroconnector, només es rebrà el senyal en blanc i negre. El connector mini-DIN de 4 pins és idèntic al que es feia servir al (ara obsolet) Apple Desktop Bus. Per tant, es pot utilitzar aquests cables ADB com a substituts, encara que la qualitat pot no ser igual de bona.

## Usos
El S-Video s'usa sovint en televisió és, reproductors de DVD, gravadors de vídeo, i consoles modernes. Moltes targetes gràfiques i targetes sintonitzadores de TV també tenen, respectivament, sortida i entrada de S-Video. També és comú trobar el connector S-Vídeo en ordinadors portàtils.